# Мирный Пахарь
Ми́рный Па́харь — хутор в Гулькевичском районе Краснодарского края России.
Входит в состав Отрадо-Кубанского сельского поселения.

## Население
| 2002 | 2010 |
| ---- | ---- |
| 39   | ↗53  |

## Улицы
На хуторе имеется одна улица — Степная.